# Матюк, Арсентий Васильевич
Арсентий Васильевич Матюк (1914, Капуловка, Никопольский район — 12 июля 1974, Никополь, Днепропетровская область) — стрелок 234-го гвардейского стрелкового полка 76-й гвардейской стрелковой дивизии 61-й армии Центрального фронта, гвардии рядовой, Герой Советского Союза.

## Биография
Родился в 1914 году в селе Капуловка (ныне Никопольского района Днепропетровской области) в семье крестьянина. Окончил неполную среднюю школу. Работал слесарем в Чарджоуской МТС Туркменской ССР.
В июне 1942 года призван в ряды Красной армии. На фронтах Великой Отечественной войны с июля 1943 года. Воевал на Центральном фронте.
28 сентября в составе группы из 9 человек форсировал Днепр для захвата плацдарма и обеспечения переправы полка через реку. Высадка десанта осуществлялась в дождливую погоду, и противник заметил десантников только уже при подходе к берегу. Гитлеровцы открыли пулемётно-ружейный огонь, а также огонь из артиллерийского орудия, но десантники сумели высадиться на берег. Пулемётчики Болодурин и Масляков уничтожили расчёт орудия, а бойцы, ворвавшись в траншею, уничтожали солдат противника. Захваченное орудие было использовано против контратакующих солдат противника. Бой шёл в течение дня, дав возможность высадить на правом берегу остальные части полка. Командир десанта Курманов и трое бойцов в этом бою погибли. На поле боя осталось около 150 солдат противника.
Указом Президиума Верховного Совета СССР «О присвоении звания Героя Советского Союза генералам, офицерскому, сержантскому и рядовому составу Красной Армии» от 15 января 1944 года за «образцовое выполнение боевых заданий командования по форсированию реки Днепр и проявленные при этом мужество и героизм» удостоен звания Героя Советского Союза с вручением ордена Ленина и медали «Золотая Звезда».
Этим же Указом звания Героя Советского Союза были удостоены его соратники Иван Петрович Болодурин, Генрих Иосипович Гендреус, Алексей Васильевич Голоднов, Георгий Гаврилович Масляков, Акан Курманов, Иван Александрович Заулин, Василий Александрович Русаков и Пётр Сергеевич Сафронов.
После войны демобилизовался, вернулся на родину. Работал на Южном горно-обогатительном комбинате машинистом-оператором, затем на Южном трубном заводе. За выдающиеся трудовые успехи был награждён орденом «Знак Почёта».
Умер 12 июля 1974 года.